# You Can't Do That on Stage Anymore, Vol. 3
You Can't Do That on Stage Anymore, Vol. 3 dvostruki je uživo album na CD-u američkog glazbenika Frank Zappe, koji izlazi u studenom 1989.g. Materijal na albumu obuhvaća vrijeme od 10. prosinca 1971. do 23. prosinca 1984.

## Popis pjesama
Sve pjesme napisao je Frank Zappa, osim koje su drugačije naznačene.

### Disk 1
1. "Sharleena" – 8:54
2. "Bamboozled by Love/Owner of a Lonely Heart" – 6:06
3. "Lucille Has Messed My Mind Up" – 2:52
4. "Advance Romance" – 6:58
5. "Bobby Brown Goes Down" – 2:44
6. "Keep It Greasey" – 3:30
7. "Honey, Don't You Want a Man Like Me?" – 4:16
8. "In France" – 3:01
9. "Drowning Witch" – 9:22
10. "Ride My Face to Chicago" – 4:22
11. "Carol, You Fool" – 4:06
12. "Chana in de Bushwop" – 4:52
13. "Joe's Garage" – 2:20
14. "Why Does It Hurt When I Pee?" – 3:07

### Disk 2
1. "Dickie's Such an Asshole" – 10:08
2. "Hands With a Hammer" (Bozzio) – 3:18
3. "Zoot Allures" – 6:09
4. "Society Pages" – 2:32
5. "I'm a Beautiful Guy" – 1:54
6. "Beauty Knows No Pain" – 2:55
7. "Charlie's Enormous Mouth" – 3:39
8. "Cocaine Decisions" – 3:14
9. "Nig Biz" – 4:58
10. "King Kong" – 24:32
11. "Cosmik Debris" – 5:14

## Izvođači
- Frank Zappa – aranžer, montaža, klavijature, lirika, vokal, producent, glavni urednik, zabilješke, gitara, prikupljanje materijala
- Mark Volman – vokal
- Howard Kaylan – vokal
- Lowell George – gitara
- Denny Walley – gitara
- Steve Vai – gitara
- Dweezil Zappa – gitara
- Jim Sherwood – gitara, vokal, puhački instrumenti
- Ray Collins – gitara, vokal
- Ike Willis – ritam gitara, vokal
- Ray White – ritam gitara, vokal
- Ian Underwood – gitara, puhački instrumenti, alt saksofon, klavijature
- Patrick O'Hearn – bas-gitara, puhački instrumenti
- Roy Estrada – bas-gitara, vokal
- Jim Pons – bas-gitara, vokal
- Scott Thunes – bas-gitara, vokal, sintisajzer
- Tom Fowler – bas-gitara, trombon
- Peter Wolf – klavijature
- Allan Zavod – klavijature
- Andre Lewis – klavijature
- Don Preston – električne klavijature
- George Duke – klavijature, vokal
- Tommy Mars – klavijature, vokal
- Bobby Martin – klavijature, vokal, saksofon
- Napoleon Murphy Brock – saksofon, vokal
- Bruce Fowler – trombon
- Bunk Gardner – rog, puhački instrumenti
- Ralph Humphrey – bubnjevi
- Art Tripp – bubnjevi
- Chester Thompson – bubnjevi
- Chad Wackerman – bubnjevi, vokal
- Jimmy Carl Black – bubnjevi, udaraljke
- Aynsley Dunbar – bubnjevi
- Terry Bozzio – bubnjevi, solist, lirika
- Ruth Underwood – udaraljke, klavijature
- Ed Mann – udaraljke
- Diva Zappa – lirika
- Mark Pinske – projekcija
- Kerry McNabb – projekcija
- Bob Stone – projekcija, remix

## Vanjske poveznice
- Informacije na Lyricsu
- Deatalji o izlasku